# Hexatoma retrograda
Hexatoma retrograda är en tvåvingeart som beskrevs av Alexander 1953. Hexatoma retrograda ingår i släktet Hexatoma och familjen småharkrankar.
Artens utbredningsområde är Thailand. Inga underarter finns listade i Catalogue of Life.